# Delfloga
Delfloga est un cultivar de pommier domestique (latin : Malus Pumila « delfloga »).

## Droits
DELFLOGA est une variété enregistrée par l'Union Européenne :
- numéro de référence : 26948
- date d'application : 16/04/2007
- détenteur : Pépinières et Roseraies Georges Delbard S.A.S.

## Origine
Connue sous l'appellation commerciale Delbardivine, c'est une création Delbard 2008 (France).

## Description
Variété très appropriée aux petits potagers familiaux car elle a hérité les qualités de la Tenroy (une Royal Gala exceptionnelle) et la résistance aux races communes de tavelure de la Florina.

## Parenté
Croisement naturel : Royal Gala Tenroy x Florina.

## Pollinisation
Groupe de pollinisation : D-E.
Date de floraison : environ 4 jours après la Golden Delicious.

## Culture
- Maladies : très forte résistance à la tavelure.
- Maturité : mi-septembre[1] à début octobre.
- Conservation : jusque début mars.